# Magicrays
Magicrays est un groupe de pop rock suisse, originaire de Lausanne.

## Biographie
En 1989, Wladimir Dudan et Raphael Enard décident de former leur groupe de rock. En 1991, Gregori Rais rejoint la formation avec leur batteur, Yann Béguelin. Ensemble, ils jouent quelques concerts sous le nom de Minds Of Contradiction. Deux ans plus tard, le groupe change de nom pour Magicrays et accueille un nouveau membre au clavier, flute et trompette : Christian Figuera (l'un des gérants de Two Gentlemen Records). Le groupe enregistre un premier EP. Cependant, Yann quitte le groupe. Après quelques concerts avec un batteur temporaire, le groupe accueille Joël Chetelat comme nouveau batteur en 1999. 
Par la suite, le quintet enregistre entre 1996 et 2007 quatre albums, plusieurs EP, compilations et le remix en 2007 de l’album Take Me Home paru en 2002. Avec l’album On the Shoreline débute leur collaboration avec le producteur et musicien anglais John Parish,. Raphael Enard, le chanteur, expliquera que pour l'album Off the Map, le groupe essaye un nouveau style fonctionnement, peut-être que cela explique le son aussi différent qu'homogène des titres de cet album.
La plupart des chansons du groupe sont écrites et produites par Raphael Enard, à une exception, la chanson Who's to Play the Game présente sur l'album Take Me Home est écrite et produite par le batteur Joël Chetelat.
Le nom des albums de Magicrays est synonyme de voyage, exemple On the Shoreline (à la limite) et par la suite Off the Map (hors de la carte). Raphael Enard expliquera qu'il a toujours aimé les emplacements et que le nom de Off the Map lui trottait dans la tête depuis un petit moment et qu'il s'est confirmé quand le groupe suisse se serait perdu dans les faubourgs de Bristol lors d'une session d'enregistrement.
En 2006, le projet solo sous le nom de Raphelson du chanteur et leader Raphaël Enard confirme le succès du groupe en Suisse. Pendant ce temps les autres membres travaillent avec d'autres groupes sur différents projets, comme Kid Chocolat. Ils travaillent également sur des projets personnels qu'ils soient musicaux ou non, en tant que mixeur et autres (Paramotion).
Le groupe travaille avec de nombreux artistes et groupes : John Parish, Calexico, Favez, et Fauve. 
Grâce à toutes ces expériences Magicrays est devenu l'un des grands noms de son label Gentleman Music (aujourd'hui Two Gentlemen Music qui compte dans ses rangs : Favez, Raphelson, Fauve, Sophie Hunger, Honey for Petzi, The Young Gods ou encore Anna Aaron.
En 2010, le groupe fait une apparition dans le rockumentaire The House on the Hill - A Story About Music d'Éloïse de Breteuil où plusieurs groupes de la scène indépendante suisse apparaissent dans une immense maison qui est, en 2002, le lieu d'enregistrement du deuxième album du groupe Take Me Home.

## Membres
- Raphaël Enard - chant, guitare, piano
- Wladimir Dudan - basse
- Gregori Rais - guitare
- Joël Chételat - batterie
- Christian Fighera - guitare, piano, claviers

## Discographie

### Albums studio
- 2000 : Granted[4]
- 2002 : Take Me Home
- 2004 : On the Shoreline
- 2007 : Off the Map

### EP
- 1996 : Unelectric EP
- 1999 : Gawky
- 2004 : Parallel
- 2005 : Black EP

### Compilations
- 1998 : Radio pirat
- 2005 : Ich möchte ein Eicher sein
- 2006 : Amazon Grace
- 2007 : Take me home-The remixes

### Clips vidéos
- 2002 : Risky (de l'album Take Me Home ; réalisé par Wassili Dudan)
- 2004 : Parallel (de l'album On the Shoreline)
- 2007 : 9:21 (de l'album Off the Map)